# Muziek Parade
Muziek Parade was een maandelijks muziektijdschrift dat verscheen tussen 1957 en 1985.
Het eerste nummer verscheen in april 1957 onder de naam Music Flash. Na vier nummers werd het blad in augustus 1957 omgedoopt in Muziek Parade. In de jaren die volgden zette het blad koers van het jazz- naar het 'teenagerpubliek'. In de jaren zestig ontpopte Muziek Parade zich tot de grootste concurrent van Muziek Expres, destijds 'marktleider' op de popbladenmarkt. In 1962 werd onder de titel Musik Parade een Duitstalige editie opgezet. Korte tijd later verscheen onder de titel MP ook een Britse editie en afficheerde Muziek Parade zich als 'Europa's grootste tienerblad'. Als hoofdredacteur fungeerde Rob Out, tevens aankomend diskjockey van Radio Veronica. 
In de jaren zeventig zakte het imperium van Muziek Parade langzaam maar zeker in elkaar. De Britse editie was geflopt, Musik Parade werd overgedaan aan de Duitse bladentycoon Bauer en in 1977 deed uitgeverij Strengholt ook het moederblad in de verkoop. Kauwgomhandelaar Cees Mentink werd in 1977 voor 87.500 gulden de nieuwe eigenaar van Muziek Parade. Mentink was eind jaren 60 hoofdredacteur geweest van het maandblad Teenbeat (dat in 1969 was samengevoegd met Popfoto), en het weekblad Kink. Onder zijn leiding kreeg Muziek Parade meer en meer het karakter van een verzameltitel voor specials en postermagazines. De verschijningsfrequentie werd steeds verder teruggebracht - vanaf 1982 verscheen het blad nog slechts zes keer per jaar. In 1985 werd - onder leiding van John van Katwijk, manager van The Star Sisters - een doorstart gemaakt als Muziek Parade Magazine, ook wel MPM genoemd. Tussen maart en december 1985 verschenen negen nummers van MPM, daarna ging het blad failliet. Abonnees werden overgenomen door Popfoto. 

## Hitlijsten
Vanaf het begin publiceerde Muziek Parade een eigen hitlijst. Dit was aanvankelijk een top 15; later, vanaf september 1959, een top 20, en, vanaf november 1962, een top 30. Vanaf medio jaren 60, toen de wekelijkse hitlijsten opkwamen, bleken de maandelijkse hitparades van Muziek Parade en Muziek Expres niet actueel genoeg. In september 1967 en in juli 1968 kwamen zelfs alle liedjes nieuw binnen in de lijst van Muziek Parade. De hitlijsten in de maandelijkse tijdschriften verloren in die jaren sterk aan populariteit. In oktober 1973 werd de laatste Muziek Parade-hitlijst gepubliceerd.

## Televisieprogramma
Muziek Parade was tussen 2003 en 2005 tevens de titel van een door vijf lokale omroepen uitgezonden tv-programma. Het werd in het eerste seizoen gepresenteerd door Piet Berkers uit Someren en in het tweede door Eric Dikeb.

## Publicaties
- Henk van Gelder en Hester Carvalho: Gouden tijden. Vijftig jaar Nederlandse popbladen. Amsterdam, Uitgeverij Jan Mets, 1993. ISBN 90-5330-121-6